# Hirvasvaara
Hirvasvaara är en kulle i Finland. Den ligger i Kemijärvi i landskapet Lappland, i den norra delen av landet, 700 km norr om huvudstaden Helsingfors. Toppen på Hirvasvaara är 312 meter över havet, eller 99 meter över den omgivande terrängen. Bredden vid basen är 1,7 km.
Terrängen runt Hirvasvaara är huvudsakligen platt, men åt sydväst är den kuperad. Runt Hirvasvaara är det mycket glesbefolkat, med 2 invånare per kvadratkilometer.